# Un capitano di quindici anni
Un capitano di quindici anni è un romanzo d'avventura scritto da Jules Verne nel 1878.

## Trama
Dick Sand è un quindicenne dalle qualità di marinaio, e dall'intelligenza, sagacia e maturità superiori alla media dei suoi coetanei. Queste qualità vengono notate da molti lupi di mare che iniziano ad imbarcarlo come mozzo sulle loro navi dove Dick farà una grande esperienza: è riempito di complimenti da molti marinai e molti di essi sono convinti che possa diventare uno dei più grandi capitani della storia. Il ragazzo (orfano) è statunitense ma vive dal suo ultimo viaggio in Nuova Zelanda e qui incontra un giorno il capitano Hull che lo imbarca nel suo brick (imbarcazione), il Pilgrim: Hull lavora per un importante commerciante americano, lord Weldon. Il Pilgrim è una nave di 400 tonnellate progettata per la caccia della balena e al commercio dell'olio ricavato dall'animale stesso.
Per una casualità, la moglie e il figlioletto di lord Weldon, Jack, si trovano in Nuova Zelanda dove il marito ha fatto scalo e li ha lasciati a causa di un viaggio. La moglie conosce il capitano Hull e questi accetta gentilmente di imbarcare lei e il figlio sulla nave per riportarli a casa. Così ha inizio il viaggio: sulla nave Dick impara presto molte nuove nozioni e inizia ad essere amico del piccolo Jack, finché un giorno accade un fatto da cui presto ne deriveranno molti altri conseguenti e tragici: il Pilgrim s'imbatte in un legno abbandonato alla deriva: qui vengono trovati come superstiti un grosso cane, Dingo, e cinque africani svenuti, di nome Tom, Bat (figlio di Tom), Hercule, Acteon e Austin, che vengono accolti felicemente nell'equipaggio, ma poco tempo dopo disgraziatamente il capitano Hull muore in una temeraria caccia alla balena -che sta allattando il suo balenottero- e una serie di fatti inspiegabili provoca il naufragio della nave su una terra sconosciuta. Essa non è, come i membri dell'equipaggio credono, il Perù, luogo in cui secondo i calcoli di Dick Sand si sarebbe dovuti naufragare. Tornare per mare è impossibile e l'equipaggio è confinato in quella terra che presto si rivelerà il peggiore degli incubi: si tratta infatti dell'Africa nera, l'Africa delle belve feroci, ma soprattutto l'Africa della tratta degli schiavi.

## Edizioni
- Jules Verne, Un capitano di quindici anni, traduzione di Vicky Alliata di Villafranca, collana Collezione Verne - Un capitano di quindici anni (2 episodi), Tipografia Editrice Lombarda di Milano, 1878,  pp. 420, cap. 38.